# Приволжский государственный университет путей сообщения
Приво́лжский госуда́рственный университет путе́й сообще́ния (ПривГУПС) — высшее учебное заведение Федерального агентства железнодорожного транспорта в городе Самаре. Единственный[уточнить] вуз в Поволжье, готовящий специалистов железнодорожного транспорта.

## Описание
В состав университета входят 6 факультетов и 22 кафедры (в том числе 13 выпускающих); 2 института в городах Оренбурге (Оренбургский институт путей сообщения) и Уфе (Уфимский институт путей сообщения); 3 филиала, реализующих программы ВО и СПО, и 6 филиалов среднего профессионального образования в городах Алатыре, Ижевске, Казани, Кирове, Ртищеве, Пензе.
На базе университета создан Университетский образовательный округ «Самарский образовательный научно-производственный транспортный комплекс», в состав которого входят филиалы и структурные подразделения СПО Самары, Саратова, Пензы, Алатыря, Ртищево, Ижевска, Кирова, Оренбурга, Уфы, Казани и Нижнего Новгорода, а также Оренбургский медицинский колледж.

## История
Куйбышевский филиал Всесоюзного заочного института инженеров железнодорожного транспорта (ныне — Российская открытая академия транспорта) создан на основании Постановления ЦК КПСС и Совета министров СССР от 9 мая 1963 года № 533. Директором филиала назначен Николай Данилович Сосевич; учебно-методической литературой филиала, поступавшей из института, занимался Ю. Т. Дуванов.
На базе филиала Приказом Министерства путей сообщения СССР от 5 марта 1973 года № 320 создан Куйбышевский институт инженеров железнодорожного транспорта
В 1991, после возвращения городу исторического названия, переименован в Самарский институт инженеров железнодорожного транспорта.
В апреле 2002 переименован в Самарскую государственную академию путей сообщения.
1 марта 2007 года переименован в Самарский государственный университет путей сообщения.
5 июня 2024 года по приказу Федерального агентства железнодорожного транспорта (Росжелдора) университет был переименован в Приволжский государственный университет путей сообщения.

## Сотрудники

#### Директора филиала
- 1963–1972 — Николай Данилович Сосевич
- 1972–1973 — И. К. Кан
- 1973 — В. А. Шабанов

#### Ректоры
- 1973–1984 — Евгений Станиславович Павлович[3]
- 1990–2000 — Владимир Иванович Варгунин[4]
- 2000–2002 — Анатолий Степанович Левченко
- 2002–2012 — Александр Владимирович Ковтунов
- 2012–2013 — Иван Константинович Андрончев (и. о.)
- 2013–2018 — Дмитрий Валерианович Железнов
- 2018–2021 — Иван Константинович Андрончев
- 2021 — по н. в. — Максим Алексеевич Гаранин (2021–2022)[5]